# Евлалия Меридская
Евла́лия Ме́ридская (лат. Eulalia Emeritensis, исп. Eulalia de Mérida) — римская христианская мученица, пострадавшая в городе Августа Эмерита, столице Лузитании (ныне Мерида, Испания), во время преследования христиан при Диоклетиане (284—305). По другим данным она умерла во времена Деция Траяна (249—251). Существует спор о том, является ли Евлалия Меридская и Евлалия Барселонская, житии которых схожи, одним и тем же человеком. Вплоть до провозглашения Иакова Зеведеева, святая Евлалия была призвана в качестве покровительницы христианских войск в период реконкисты и покровительствовала территориям Испании во время их формирования.

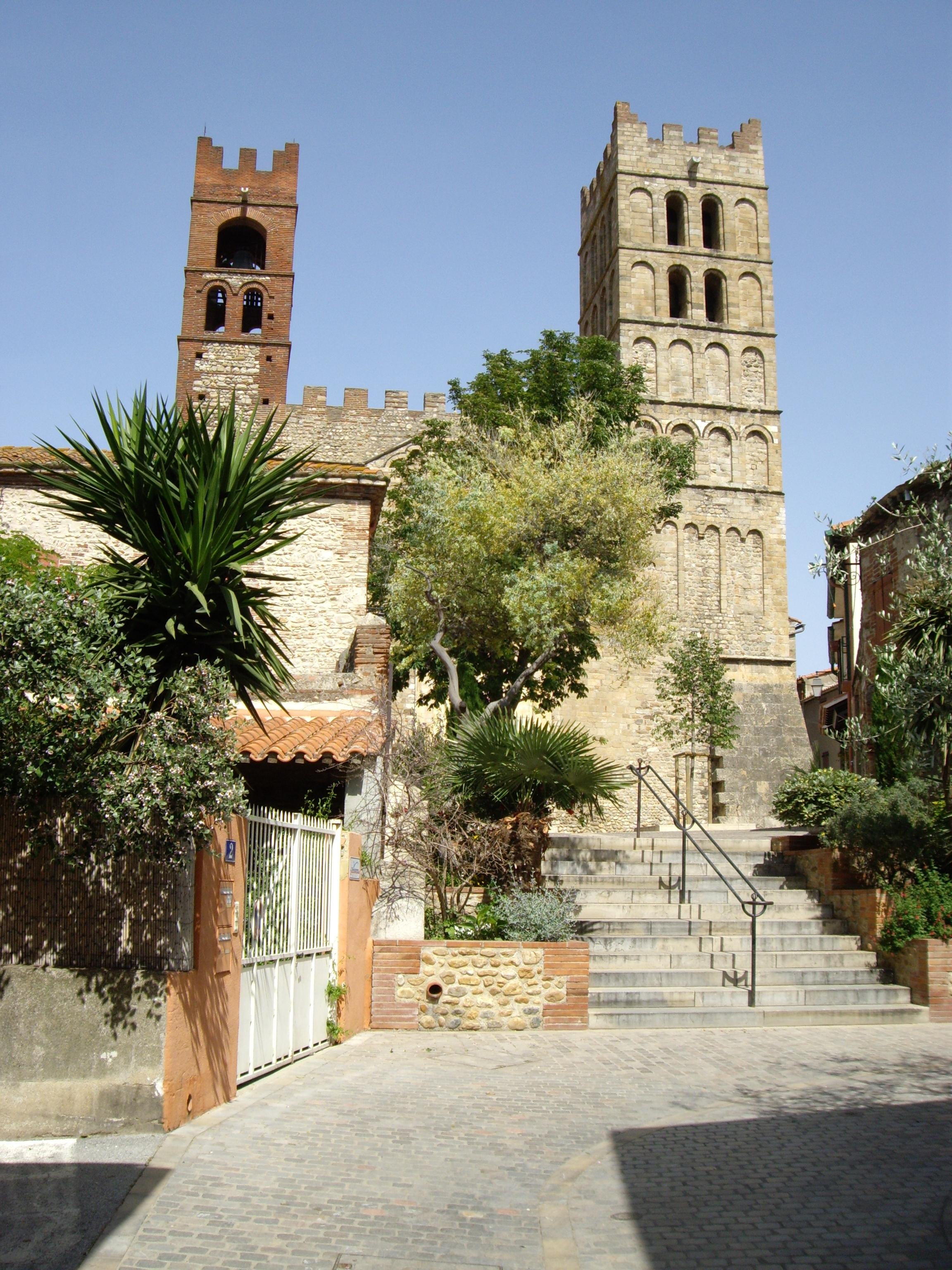
Кафедральный собор свв. Евлалии и Юлии, город Эльн, Франция

## Житие
Евлалия, как писал римский поэт Пруденций, отличалась благоразумием и воздержанностью. Когда началось гонение на христиан при Диоклетиане в 303 году, Евлалия, ещё не достигшая 13-летнего возраста, была отослана родителями в деревню.
Евлалия бежала на суд к наместнику Дакийскому в Эмерите, объявила себя христианкой, оскорбила языческих богов и императора Максимиана и потребовала от властей мученичества. Попытки судьи прибегнуть к лести и подкупу не увенчались успехом.
Согласно римскому поэту Пруденцию (V век), написавшему книгу Peristephanon (О мучениках), Евлалия сказала на суде: «Исида, Аполлон, Венера — ничто, и Максимиан — не больше их, все они — ничто, руками созданы, и вы ручным творениям поклоняетесь» (Isis Apollo Venus nihil est, / Maximianus et ipse nihil: / illa nihil, quia facta manu; / hic, manuum quia facta colit).
Евлалию приговорили к пытке крючками и факелами, а потом — к казни через сожжение, после чего раздели. Она все время насмехалась над своими мучителями. По словам Пруденция, присутствующие видели, как душа мученицы покинула тело в виде белой голубки. Тело Евлалии обнажили и бросили без погребения. Внезапно пошёл снег, который покрыл тело мученицы и не растаял даже от пламени полыхавшего рядом костра.

## Почитание
Почитание Евлалии распространилось с середины IV века среди христиан Испании и стало широко известным в V веке благодаря поэме Пруденция. В 560 году епископ Мериды построил базилику в честь Евлалии. В 780 году мощи Евлалии были перенесены астурийским королём Сило в город Овьедо. Во Франции в городе Эльн находится католический собор, посвящённый Евлалии.
Евлалию Меридскую иногда путают с Евлалией Барселонской, которой посвящён кафедральный собор Барселоны, расположенный в Готическом квартале.
Святой Евлалии посвящено агиографическое сочинение конца IX века «Секвенция о святой Евлалии».
День памяти в Католической Церкви — 10 декабря.

## Юлия Меридская

### Агиография
В агиографии святая Юлия Меридская всегда упоминается вместе со святой Евлалией. Юлия приняла мученическую смерть в 304 году в Мериде.